# Выборы главы Петрозаводского городского округа (2013)
Выборы главы Петрозаводского городского округа (2013) — очередные выборы главы Петрозаводского городского округа, состоявшиеся 8 сентября 2013 года.

## Кандидаты
В выборах участвовали 13 кандидатов, выдвинутых партиями «Города России», «Единая Россия», «Коммунисты России», «КПРФ», «ЛДПР», «Патриоты России», «Родина», «Российская партия пенсионеров за справедливость», «Справедливая Россия», «Трудовая партия России», в том числе 3 кандидата-самовыдвиженца.
Кандидат от партии «Яблоко» Эмилия Слабунова была снята с выборов решением Петрозаводского городского суда.

## Рейтинги политиков
Наиболее высокий рейтинг ко дню голосования большинство наблюдателей отмечали у действующего Главы Николая Левина одержавшего победу в предварительном партийном голосовании (праймериз «Единой России») и обеспечившего себе возможность участия в выборах от партии «Единая Россия».

## День голосования
В день голосования явка избирателей Петрозаводска составила 26,3 % (в 2009 году — 21,2 %).

## Итоги выборов
Результаты выборов оказались для многих наблюдателей неожиданными — большинство голосов получила самовыдвиженка Галина Ширшина получившая поддержку партии «Яблоко».
Некоторые политологи считают победу кандидатки-самовыдвиженки Галины Ширшиной следствием неопределённой позиции относительно поддержки на прошедших выборах действующего главы Петрозаводского городского округа Николая Левина со стороны Главы Республики Карелия Александра Худилайнена и традиционно оппозиционными настроениями петрозаводских избирателей.
| Кандидат                         | Партия                                          | Голосов | Результат |
| -------------------------------- | ----------------------------------------------- | ------- | --------- |
| Ширшина, Галина Игоревна         | самовыдвиженка (Яблоко)                         | 23 255  | 41,94 %   |
| Левин, Николай Иванович          | Единая Россия                                   | 16 040  | 28,93 %   |
| Фандеев Григорий Васильевич      | самовыдвиженец                                  | 2873    | 5,18 %    |
| Яблоков Алексей Анатольевич      | КПРФ                                            | 2570    | 4,63 %    |
| Шабанов Юрий Алексеевич          | Патриоты России                                 | 2419    | 4,36 %    |
| Степанова Лариса Николаевна      | Российская партия пенсионеров за справедливость | 1958    | 3,53 %    |
| Гаврилов Алексей Васильевич      | Справедливая Россия                             | 1800    | 3,25 %    |
| Зазовский Денис Анатольевич      | ЛДПР                                            | 1279    | 2,31 %    |
| Романов Олег Борисович           | Родина                                          | 701     | 1,26 %    |
| Баранов Михаил Николаевич        | самовыдвиженец                                  | 564     | 1,02 %    |
| Малинкович, Сергей Александрович | Коммунисты России                               | 345     | 0,62 %    |
| Авишев Сергей Вячеславович       | Города России                                   | 339     | 0,61 %    |
| Болотов Сергей Александрович     | Трудовая партия России                          | 294     | 0,53 %    |
| Недействительны                  |                                                 |         |           |

## После выборов
После выборов в некоторых СМИ появилась информация о возможной отмене результатов выборов.
Ширшина Г. И. 11 сентября 2013 года приступила к обязанностям Главы Петрозаводского городского округа, отменив инаугурационную церемонию вступления в должность Главы округа как, по её мнению, излишнюю и требующую неоправданных расходов бюджетных средств.

## Инциденты
По заявлению председателя Центризбиркома Карелии Алексея Бахилина нет причин, чтобы голосование по каким-то избирательным участкам было отменено, нет фактов, говорящих о нарушениях и требующих отмены результатов голосования.